# Maya & Miguel
Maya & Miguel es una serie animada estadounidense producida por Scholastic Entertainment Inc., división de Scholastic Studios en asociación con PBS y Atomic Cartoons.
La serie consiste en las aventuras de dos mellizos preadolescentes latinos llamados Maya y Miguel Santos y sus amigos, el programa presenta estilos multiculturales y educación en general. En la versión en inglés del programa, ciertas partes del diálogo están en español. En Latinoamérica, la serie se estrenó por Boomerang el 3 de junio de 2006 y salió del aire en octubre de 2008 tras la cancelación del bloque infantil Mini TV. En España, la serie se emitía por Clan TVE.

## Personajes
- Maya Santos: una chica latina de ascendencia mexicana y puertorriqueña que siempre realiza ideas alocadas junto con su hermano gemelo Miguel, cuando Maya tiene una buena idea dice la frase "¡Eso es!".
- Miguel Santos: un chico latino de ascendencia mexicana y puertorriqueña. Hermano gemelo de Maya (3 minutos mayor que ella), mucho más sensible que su hermana, disfruta de leer revistas y jugar al fútbol.
- Chrissy: amiga de Maya, es una chica latina de ascendencia dominicana.
- Maggie: amiga de Maya, es una chica asiática de ascendencia china.
- Theo: amigo de Miguel, es un chico afroamericano de ascendencia nigeriana, juega en las partidas de fútbol con Miguel, muy inteligente y muy sensible.
- Andy: amigo de Miguel, es un chico de ascendencia australiana y británica que solo tiene un brazo, quiere aprender a tocar el trombón, aunque no puede, ya que le falta un brazo.
- Tito Chávez: primo menor de Maya y Miguel que viene desde México a los Estados Unidos, vive en el apartamento a un lado de la familia Santos.
- Abuelita Elena Chávez: abuela materna de Maya y Miguel que viene desde México a los Estados Unidos a vivir con la familia Santos.
- Paco el Loro: es un perico bilingüe, mascota de Abuelita. En muchas ocasiones, dice las palabras "Lorito bonito" y "¿Dónde está Paco? ¿Dónde está Paco?". Es muy platicador y puede causar grandes problemas y destrozos cuando está suelto.
- Rosa Santos: madre de Maya y Miguel, esposa de Santiago y hija de la abuelita Elena que viene desde México.
- Santiago Santos: padre de Maya y Miguel y esposo de Rosa que viene desde Puerto Rico.
- Simón: chico de la escuela, se postuló como el presidente de curso, en donde compitió contra Maggie, pero después de una larga competencia entre ambos candidatos, este derrotó a Maggie.

## Letra de la canción
Es Maya, es Miguel
Qué harán ahora, lo vamos a ver
Es Maya, es Miguel
Hermanos unidos y amigos también
Cada aventura una prueba será
Y estando unidos siempre ganarán
Juntos en todo, amigos y más
Y a la familia siempre ayudarán
Es Maya, es Miguel
Qué harán ahora, lo vamos a ver
Es Maya, es Miguel
Hermanos unidos y amigos también
Hermanos unidos son Maya y Miguel